# Karl von Schon (General, 1765)
Johann Karl Joseph von Schon (* 11. März 1765 in Tempelburg, Pommern; † 9. Juni 1818 in Graudenz) war ein preußischer Generalmajor und Kommandant der Festung Graudenz.

## Leben

### Herkunft
Karl war der Sohn des preußischen Majors und Eskadronchefs im Husarenregiment „von Belling“ Johann Joseph von Schon (1717–1771) und dessen Ehefrau Johann Christiane Margarete, geborene von Eitz.

### Militärkarriere
Schon kam am 16. Mai 1772 als Kadett nach Stolp und am 25. April 1776 nach Berlin. Von dort wechselte er am 1. März 1779 als Gefreitenkorporal in das Infanterieregiment „von Hacke“. Dort wurde er am 5. März 1780 Fähnrich und am 23. Juni 1785 Sekondeleutnant. Als solcher nahm er 1794 am Feldzug in Polen teil. Am 8. Juli 1794 wurde er Premierleutnant, bereits am 1. März 1795 Stabskapitän sowie am 1. Februar 1800 Kapitän und Kompaniechef. Während des Vierten Koalitionskrieges kämpfte Schon in der Schlacht bei Preußisch Eylau sowie in den Gefechten bei Osterode, Mohrungen, Liebstadt, an der Passarge und bei Waltersdorf.
Nach dem Frieden von Tilsit wurde er am 8. Oktober 1810 Major und Kommandeur im pommerischen Grenadier-Bataillon. Schon sollte das Gehalt eines Stabsoffiziers erhalten, aber am 2. Februar 1810 erhielt er die Mitteilung, dass es nicht möglich sei. Dafür erhielt er vom König 100 Taler als Geschenk. Am 1. Oktober 1811 wurde er mit der Führung des 1. Pommerschen Infanterie-Regiments beauftragt, diesmal mit dem Gehalt eines Stabsoffiziers. Am 2. März 1812 folgte seine Ernennung zum Regimentskommandeur und ab 4. Januar 1813 erhielt Schon das entsprechende Gehalt. Während der Befreiungskriege wurde er im Gefecht bei Vehlitz verwundet und erwarb das Eiserne Kreuz II. Klasse. Ferner kämpfte er bei Hoogstaten, Lier, Courtray, Swewegham sowie den Schlachten bei Großbeeren, Dennewitz, Leipzig, Ligny als auch den Belagerungen von Namur und Maubeuge. In dieser Zeit wurde er am 11. August 1813 Oberstleutnant. Am 21. Oktober 1813 erhielt er das Eiserne Kreuz I. Klasse bei Dennewitz und am 8. Dezember 1813 wurde er Oberst. Dazu erhielt er am 12. Februar 1814 das Kommandeurskreuz des Schwert-Ordens und am 31. Mai 1814 den Orden Pour le Mérite.
Am 10. April 1815 wurde er Kommandeur der 7. Infanterie-Brigade, aber schon am 12. Dezember 1815 wurde er als Kommandant nach Graudenz versetzt. Dort erhielt er am 10. Dezember 1816 die Erlaubnis zum Tragen des Ordens des Heiligen Wladimir III. Klasse. Am 30. März 1817 erhielt er die Beförderung zum Generalmajor, bevor er am 9. Juni 1818 in Graudenz starb.

### Familie
Schon heiratete am 15. November 1797 in Warschau Juliane Auguste Wilhelmine von Donop (1779–1847). Das Paar hatte mehrere Kinder:
- Karoline Henriette Mathilde (* 1798) ⚭ 15. Dezember 1816 Ferdinand Heinrich Lettgau, Premierleutnant der Artillerie
- Karl August Wilhelm (1800–1857), preußischer Generalmajor ⚭ Emilie Henriette von Ploetz (1802–1880)
- Amalie Dorothea (1802–1805)

Der König zeigte sich für dessen Leistung auch später noch dankbar. Die Witwe erhielt zum Tode ihres Mannes 200 Taler Unterstützung. Noch am 14. Mai 1835 erhielt sie nochmals 200 Taler. Auch sein Sohn der spätere König Friedrich Wilhelm IV., Kommandeur von Schons ehemaligem Regiment, gab der Enkelin des Generals, dem Fräulein Lettgau zu ihrer Heirat mit dem Sekondeleutnant von Weise, eine Unterstützung von 300 Talern bis zur Beförderung ihres Mannes zum Hauptmann.